# Jožef Ambrožič
Jožef Ambrožič, slovenski učitelj, orglar in skladatelj, * 6. februar 1737, Šmarje - Sap, † (?).
Ambrožič se je verjetno šolal v rojstnem kraju pri očetu organistu-učitelju. Od 1752–1767 je  v službi pomagal očetu, bil 1767–1771 njegov naslednik, nato učitelj in organist v Dobrepolju do 1787 (po nekaterih virih do 1793) in v Preserjih. Po načinu takratnih organistov je zlagal narodne cerkvene pesmi, ki so se ohranile v njegovih rokopisnih pesmaricah iz leta 1771 in 1775.